# Aloha from Hell
Aloha from Hell est un groupe de pop rock allemand, originaire d'Aschaffenburg, Bayern. Après quelques singles et un album studio, No More Days to Waste, publié en 2009, le groupe se sépare en 2010.

## Biographie
Aloha from Hell est formé en 2006. Le point de départ de la carrière du groupe est quand le groupe remporte le BRAVO Newcomer Band Contest en août 2007, le groupe signa un contrat de disque avec Sony BMG. Leur premier grand concert est, pour les cinq musiciens, au Supershow BRAVO 2008, où ils joueront devant plus de 6 000 spectateurs. Le 6 juin 2008, le groupe enregistre son premier single, Don't Gimme That, qui est produit par Alex Wende et René Rennefeld (dont Le Prince, H-Blockx). Le son n'est pas sans rappeler les modèles de la bande comme Die Happy, Nickelback, Avril Lavigne, Paramore et Evanescence.
Le groupe chante uniquement en anglais. Le premier album studio du groupe, No More Days to Waste, est publié le 16 janvier 2009. Le 29 mai 2009, ils remportent le Comet Award dans la catégorie « Meilleur des nouveaux arrivants ». En janvier 2010, Aloha from Hell chante sur la chanson We Are the World 25 for Haiti avec plus de 100 artistes pour Haïti. En décembre 2009, Aloha from Hell était en train de travailler sur le prochain album. Mais le 15 juillet 2010, ils annoncent la séparation du groupe. Leur dernier concert a eu lieu le 24 juillet 2010 à Hainsfarth.

## À l'étranger
Avec leur succès dans les pays germanophones, le groupe s'attaque à la conquête du reste de l'Europe. Ces performances s'effectuent en juin 2009 en Belgique et en France (Bruxelles le 3 juin, Paris le 4 juin, Lyon le 5 juin, Strasbourg le 6 juin). Au Japon, le groupe rencontre aussi du succès. L'album et la chanson (No More Days to Waste) atteignent des positions dans le top 10 du 7 au 12 juin 2009. Le groupe se rend au Japon une deuxième fois pour des apparitions publicitaires. À Harajuku se tient le 10 juin, la première mondiale au Japon (Can You Hear Me Boys). En outre, il y avait là un événement de Première, qui avait attaché à l'extérieur de la construction deux grands écrans. La diffusion de la vidéo a eu lieu en première partie, et à la télévision, devant un auditoire de plusieurs millions de personnes.
En outre, Vivi (chanteuse) est photographiée au Japon pour certains magazines (UA pour le Elle japonais), une interview Playboy avec les japonais a eu lieu. En août, le groupe a été au festival Summer Sonic au Japon tout en jouant, entre autres actes, tels que Beyoncé, Paramore et Madonna. Même en Amérique, Aloha from Hell était déjà actif. Les vidéos sur No More Days To Waste, et pour Walk away ont été abattus dans la zone de Los Angeles, est associé à la tournée en vidéo ainsi qu'un peu d'interviews à la radio sur diverses stations de radio au niveau local.

## Distinctions
- 2008 : Bayerischer Musiklöwe
- 2009 : Comet Award (catégorie « Meilleurs nouveaux arrivants »)
- 2009 : Radio Galaxy Award (Newcomerpreis)

## Membres
- Vivien Eileen « Vivi » Bauernschmidt (née le 10 novembre 1992) - chant
- Moritz « Moo » Keith (né le 18 juillet 1990) - guitare rythmique
- Andreas « Andy » Gerhard (né le 28 avril 1987) - guitare
- Maximilian « Max » Forman (né le 17 juin 1991) - basse
- Felix « Feli » Keith (né le 26 mai 1993) - batterie

## Discographie

### Album studio
- 2009 : No More Days to Waste

### Singles
- 2008 : Don't Gimme That
- 2008 : Walk Away
- 2009 : No More Days to Waste
- 2009 : Can You Hear Me Boys

### Démos
- 2010 : Hold On (sur le profil Myspace du groupe)
- 2010  : I'm falling (sur le profil Myspace du groupe produit et coécrit par David Bonk)